# Ematurga bistrigaria
Ematurga bistrigaria är en fjärilsart som beskrevs av Heydemann 1930. Ematurga bistrigaria ingår i släktet Ematurga och familjen mätare. Inga underarter finns listade i Catalogue of Life.